# وزارة الخدمة المدنية (السعودية)
وزارة الخدمة المدنية السعودية هي وزارة سابقة في المملكة العربية السعودية، كانت مسؤولة عن الإشراف على شؤون الخدمة المدنية في الوزارات والمصالح الحكومية العامة والأجهزة ذوات الشخصية المعنوية بالمملكة العربية السعودية. في 25 فبراير 2020 جرى ضم الوزارة إلى وزارة العمل والتنمية الاجتماعية، تحت اسم وزارة الموارد البشرية والتنمية الاجتماعية. وأخر وزير تولاها قبل ضمها كان سليمان بن عبدالله الحمدان.

## نشأة الوزارة
إن الاهتمام بشؤون الخدمة المدنية في المملكة العربية السعودية ليس حديث العهد، إذ وضع أسس إدارتها الملك عبد العزيز آل سعود، مع بدايات تأسيس المملكة وصدور التعليمات الأساسية للدولة عام 1345هـ (1927م)، حيث تضمنت تلك الأسس قواعد عامة لتنظيم شئون موظفي الدولة بما يلائم الوضع الإداري الذي كان سائداً آنذاك.
وقد تلى ذلك مراحل وخطوات متعددة كل منها تتناسب مع المرحلة التي تعيشها الخدمة المدنية، ففي عام 1347هـ (1929م) أحدثت لأول مرة وحدة مركزية لحفظ ومتابعة شئون موظفي الدولة، كما وزعت وظائف الخدمة العامة على ثلاثة مستويات، واحدث على اثر ذلك وظيفة (مأمور السجل) بديوان النيابة العامة ليتولى حفظ سجلات موظفي الدولة، وتعتبر هذه المرحلة هي نقطة البداية لمرحلة متخصصة تعني بشؤون المأمورين (الموظفين)، وذلك بوجود أول وظيفة مركزية تهتم بشؤونهم وتسجيل الوثائق المتعلقة بهم.
وقد استمر تفعيل دور مركزية سجلات الوظائف العامة، من خلال صدور نظام المأمورين في عام 1350 هـ، وهو أول نظام فعلي في مجال شؤون الخدمة المدنية بالمملكة العربية السعودية، وقد تضمن مبادئ وقواعد جديدة لم ترد فيما سبقه من تعليمات.
وفي عام 1358هـ (1939م) ظهرت إلى حيز الوجود إدارة مركزية لشئون الموظفين ضمن تشكيلات وزارة المالية أطلق عليها مسمى (ديوان المأمورين والعوائد المقررة)، تلى ذلك تطور نوعي في مجال شئون الموظفين حيث صدر في عام 1364هـ (1945م) أول نظام خاص بموظفي الحكومة سمي (نظام الموظفين العام) كما غير اسم «ديوان المأمورين والعوائد المقررة» إلى «ديوان الموظفين والتقاعد».
أما في عام 1373هـ (1953م) شهد الوضع الإداري بالمملكة تحولا كبيرا، حيث أنشئ مجلس الوزراء الذي جاء في أحد أحكام نظامه (ان ديوان الموظفين العام مسئول عن مراقبة تطبيق الأنظمة والتعليمات المتعلقة بشئون الموظفين بصفة جهة مختصة).
كما صاحب ذلك في نفس العام صدور نظام الموظفين وإلحاق ديوان الموظفين العام برئاسة مجلس الوزراء بدلا من وزارة المالية. ولتفعيل دور الديوان بشكل أفضل اصدر مجلس الوزراء عام 1383هـ (1963م) قراراً يقضي بتطوير الديوان وتحديد المجالات العامة لاختصاصاته ورفع مرتبة رئيسه إلى مرتبة وزير وارتباطه مباشرة برئيس مجلس الوزراء تلى ذلك صدور أمر سامي عام 1385هـ (1965م) بتحويل الديوان مسؤولية الإشراف على المؤسسات العامة ومراجعة أمورها الوظيفية.
وتستمر المراحل التطويرية لديوان الموظفين إلى أن صدر الأمر السامي رقم (3221) في 6/12/1389هـ بالموافقة على قرار اللجنة العليا للإصلاح الإداري رقم (16) في 20/1/1389هـ الخاص بالهيكل التنظيمي الجديد للديوان كجهاز يتولى الإشراف على شئون العاملين بالخدمة المدنية بجميع الأجهزة الحكومية.
لم تقف حركة التطوير في مجال الخدمة المدنية عند هذا الحد فقد حدثت قفزة تطويرية هامة في هذا المجال عام 1397هـ (1977م) بصدور المرسوم الملكي الكريم رقم (م/48) وتاريخ 10/7/1397هـ القاضي بإحداث «مجلس الخدمة المدنية» والموافقة على نظامه وبذلك أصبح للخدمة المدنية جهاز تشريعي مستقل يرأسه رئيس مجلس الوزراء ويعنى برسم السياسة العامة للخدمة المدنية ووضع الخطط والبرامج اللازمة لتنفيذها، وإصدار اللوائح التنفيذية المتعلقة بشئون العاملين بالخدمة المدنية، وقد صاحب ذلك تعديل اسم ديوان الموظفين إلى (الديوان العام للخدمة المدنية) كما صدر إلى جانبه مرسوم ملكي آخر برقم (م49) يقضي بالموافقة على نظام جديد يحمل اسم (نظام الخدمة المدنية). تلى ذلك صدور قرار مجلس الوزراء عام 1398هـ (1978م) يقضي بتطبيق قواعد نظام الخدمة المدنية على موظفي معظم المؤسسات العامة.
وبتاريخ 1/3/1420هـ صدر الأمر الملكي رقـم (أ/28) بإنشاء وزارة الخدمة المدنية لتحل محل (الديوان العام للخدمة المدنية).

## اختصاصات الوزارة
تتولى الوزارة الإشراف على شئون الخدمة المدنية في الوزارات والمصالح الحكومية العامة والأجهزة ذوات الشخصية المعنوية وتعنى باقتراح أنظمة الخدمة المدنية ومراقبة تنفيذها علاوة على إجراء الدراسات والبحوث في مجال الخدمة المدنية والعمل على تطوير الخدمة المدنية ورفع كفاءة العاملين بها، ووضع القواعد والإجراءات الخاصة بشغل الوظائف وتصنيفها واقتراح الرواتب والأجور والبدلات والمكافآت والتعويضات وتحديد ساعات العمل بما يتماشى مع طبيعة عمل الجهة الحكومية، والمشاركة في دراسة الوظائف المطلوب إحداثها للتأكد من مطابقتها مع قواعد تصنيف الوظائف واعداد القواعد والإجراءات الخاصة بحفظ سجلات موظفي الدولة والتعاون مع إدارات شئون الموظفين في الجهات الحكومية للوصول إلى أفضل الطرق لتنفيذ الأنظمة واللوائح والقرارات المتعلقة بشئون الموظفين إضافة إلى فحص تظلمات الموظفين المحالة إليها من الجهات المختصة.

## وزراء الخدمة المدنية منذ تأسيسها
| الوزير                        | الفترة  | الفترة                    |
| الوزير                        | من      | إلى                       |
| ----------------------------- | ------- | ------------------------- |
| محمد بن علي الفايز            | 1420 هـ | 1432 هـ                   |
| عبد الرحمن بن عبد الله البراك | 1432 هـ | 1436 هـ                   |
| خالد بن عبدالله العرج         | 1436 هـ | 1438 هـ                   |
| عصام بن سعد بن سعيد           | 1438 هـ | 1439 هـ                   |
| سليمان بن عبدالله الحمدان     | 1439 هـ | 1442 هـ (حتى دمج الوزارة) |

## اللائحة التنفيذية للموارد البشرية
تخضع الجهات الحكومية في المملكة العربية السعودية لأطر عمل تنظيمية تضعها وزارة الخدمة المدنية، تستند على الاشتراطات اللازمة لتهيئة بيئة العمل، وتحديد أيام العمل وهي خمسة أيام تبدأ من الأحد حتى الخميس لمدة 7 ساعات يوميا طوال السنة باستثناء شهر رمضان فإن العمل يكون في مدة لا تتجاوز خمس ساعات، كذلك تعتمد الوزارة على تصنيف الوظائف في كل جهة حكومية حيث تعد نماذج الأوصاف الوظيفية والوصف الوظيفي لسلاسل الفئات الوظيفية داخل كل جهة.
ووفقا للائحة التنفيذية للموارد البشرية يتم شغل الوظائف الحكومية عن طريق التعيين والترقية والنقل والتكليف والإعارة والاستعارة، وتتم عملية قياس أداء الموظف والجهة الحكومية بالاعتماد على مقياس مناسب يتم تحديده ضمن إطار العمل التنظيمي داخل الجهة، وتحدد اللائحة آلية اعتماد الإجازات بما يضمن انتظام سير العمل في الجهة الحكومية واحتياجات الموظف وهي الإجازة العادية وإجازة الامتحان الدراسي والإجازة الاضطرارية والإجازة الدراسية والإجازة المرضية وإجازة مرافقة مريض والإجازة الاستثنائية وإجازة الوفاة وإجازة الوضع وإجازة الأمومة وإجازة الأبوة وإجازة المشاركة الوطنية وإجازة التعويض، كذلك تشترط الوزارة إعداد مدونة السلوك الوظيفي وأخلاقيات الوظيفة العامة بما يتناسب مع كل جهة حكومية والعمل بها، وتلزم كل جهة حكومية بتطوير وتدريب مواردها البشرية.

## خطة التحول الوطني للوزارة 2020
في إطار دعم خطة التحول الوطني 2020 ورؤية السعودية 2030، تعمل وزارة الخدمة المدنية على تحسين ثقافة العمل الحكومي في السعودية، ورفع الرضا لدى عملاء الوزارة، وتعزيز الارتباط الوظيفي. إلى جانب زيادة الإنفاق على الرواتب والمزايا والتعويضات، وزيادة كفاءة رأس المال البشري، إضافة للعمل على تعزيز الشراكات الاستراتيجية بين وزارة الخدمة المدنية وباقي الجهات الحكومية والقطاع الخاص. وذلك من خلال إطلاق البرامج التالية:
- برنامج تفعيل العمل عن بعد وزيادة مشاركة المرأة في الخدمة المدنية.

يتعلق البرنامج برفع مستوى مشاركة المرأة في سوق العمل السعودي، وزيادة فرصها في الوظائف القيادية.
- برنامج ضمان التوازن لتفضيل بيئة العمل بين القطاعين العام والخاص.

يهدف البرنامج إلى تغيير ثقافة العمل في السعودية، والتي يعتقد فيها الفرد أن العمل الحكومي حق لكل مواطن، وتوجيه طالبي العمل نحو القطاع الخاص.
- برنامج التميز المؤسسي: الخدمات المشتركة وتوثيق الإجراءات.

يعمل البرنامج على إيجاد نموذج عمل واضح يمكن القطاع الخاص من الاستثمار في الخدمات المساندة، مقابل رسوم متفق عليها.  
- برنامج إيجاد بيئة عمل محفزة.

يهدف البرنامج إلى تحسين رضا عملاء الوزارة، وتعزيز الارتباط الوظيفي وتحسين أداء الموظف.
- برنامج تحويل موظفي الخدمة المدنية في الأعمال المساندة إلى رياديي أعمال.
- برنامج إعادة هيكلة الوظيفة العامة في الخدمة المدنية.

يحدث البرنامج دليل التصنيف الوظيفي للخدمة المدنية، ويطور نظامه ولوائحه التنفيذية. ويعمل على تخطيط القوى العاملة لتحديد الفجوة بين العرض والطلب، إلى جانب تطبيق مبادئ الحوكمة على مجالس المؤسسات العامة والهيئات والصناديق.
- برنامج الحد من تباين في الرواتب والتعويضات في كافة قطاعات الخدمة المدنية.

يسعى البرنامج لإيجاد نظام عادل للرواتب والبدلات، ويحفز الأداء.
- برنامج رفع أداء الموارد البشرية.

برنامج متعلق بتقييم قدرات ومهارات موظفي الخدمة المدنية، وتطويرها
- برنامج إنشاء منظومة إلكترونية وطنية للخدمة المدنية.

يهدف البرنامج إلى إعداد منظومة موحدة شاملة وتفاعلية تتضمن جميع البيانات والخدمات المقدمة.